# Schweppes
Schweppes – marka napojów gazowanych, która pojawiła się w 1783 roku, gdy niemiecki zegarmistrz i jubiler Johann Jacob Schweppe opracował metodę nasycania napojów dwutlenkiem węgla. Właścicielem marki jest Dr Pepper Snapple Group.

## Napoje Schweppes w Polsce
Do 2013 roku prawa do produkcji napojów marki Schweppes w Polsce należały do firmy PepsiCo. Następnie zostały one przejęte przez firmę Orangina Schweppes Polska, co zaowocowało pojawieniem się na polskim rynku nowych smaków.

## Rodzaje
Na polskim rynku dostępne są następujące warianty smakowe (stan na 19 sierpnia 2023r.):
- Bitter Lemon (tonik cytrynowy),
- Citrus Mix (miks cytrusów),
- Ginger Ale (imbirowy),
- Ginger Beer (bezalkoholowe, wytrawne piwo imbirowe)
- Lemon (cytrynowy),
- Mojito (o smaku limonki i mięty),
- Orange (pomarańczowy),
- Pink Grapefruit (grejpfrutowy, edycja limitowana),
- Grape Apple (o smaku winogron i jabłka, edycja limitowana),
- Tonic Water (tonik),
- Cola
- Wild Berry (rosyjska dzika jagoda, nazywany Russchian przed rosyjską inwazją na Ukrainę)
- Pink Tonic (różany tonik)
- Spritz (o smaku drinka Aperol Spritz)